# Alberto Orlando
Alberto Orlando (27. září 1938, Řím, Itálie) je bývalý italský fotbalový útočník.

## Statistika

### Klubová
| Sezóna           | Klub             | Liga             | Liga   | Liga | Ligové poháry | Ligové poháry | Ligové poháry | Kontinentální poháry | Kontinentální poháry | Kontinentální poháry | Celkem | Celkem |
| Sezóna           | Klub             | Soutěž           | Zápasy | Góly | Soutěž        | Zápasy        | Góly          | Soutěž               | Zápasy               | Góly                 | Zápasy | Góly   |
| ---------------- | ---------------- | ---------------- | ------ | ---- | ------------- | ------------- | ------------- | -------------------- | -------------------- | -------------------- | ------ | ------ |
| 1957/58          | Řím              | Serie A          | 6      | 1    | IP            | 3             | 1             | -                    | 0                    | 0                    | 9      | 1      |
| 1958             | Řím              | Serie A          | 0      | 0    | IP            | 1             | 0             | -                    | 0                    | 0                    | 1      | 0      |
| 1958/59          | Messina          | Serie B          | 30     | 17   | -             | 0             | 0             | -                    | 0                    | 0                    | 30     | 17     |
| 1959/60          | Řím              | Serie A          | 24     | 4    | IP            | 1             | 0             | -                    | 0                    | 0                    | 25     | 4      |
| 1960/61          | Řím              | Serie A          | 20     | 7    | IP            | 1             | 1             | VP                   | 6                    | 0                    | 27     | 8      |
| 1961/62          | Řím              | Serie A          | 30     | 7    | IP            | 2             | 0             | VP                   | 2                    | 0                    | 34     | 7      |
| 1962/63          | Řím              | Serie A          | 31     | 8    | IP            | 2             | 1             | VP                   | 6                    | 1                    | 39     | 10     |
| 1963/64          | Řím              | Serie A          | 31     | 7    | IP            | 4             | 3             | VP                   | 5                    | 1                    | 40     | 11     |
| Celkem za Řím    | Celkem za Řím    | Celkem za Řím    | 131    | 33   | -             | 10            | 5             | -                    | 19                   | 2                    | 160    | 40     |
| 1964/65          | Fiorentina       | Serie A          | 32     | 17   | IP            | 1             | 0             | VP                   | 1                    | 0                    | 34     | 17     |
| 1965/66          | Turín            | Serie A          | 25     | 5    | IP            | 1             | 0             | VP                   | 2                    | 1                    | 28     | 6      |
| 1966/67          | Neapol           | Serie A          | 33     | 7    | IP            | 1             | 0             | VP                   | 5                    | 1                    | 39     | 8      |
| 1967/68          | Neapol           | Serie A          | 27     | 4    | IP            | 2             | 1             | VP                   | 4                    | 0                    | 33     | 5      |
| Celkem za Neapol | Celkem za Neapol | Celkem za Neapol | 63     | 11   | -             | 3             | 1             | -                    | 9                    | 1                    | 75     | 13     |
| 1968/69          | SPAL             | Serie B          | 6      | 0    | -             | 0             | 0             | -                    | 0                    | 0                    | 6      | 0      |
| Celkově          | Celkově          | Celkově          | 165    | 83   | -             | 15            | 7             | -                    | 20                   | 7                    | 200    | 97     |

## Úspěchy

### Klubové

#### Národní
- vítěz italského poháru (1x)

Řím: 1963/64

#### Kontinentální
- vítěz veletrřního poháru (1x)

Řím: 1960/61

### Individuální
- 1x nejlepší střelec italské ligy  (1964/65 (17 branek)[1]